# Ansonia leptopus
Ansonia leptopus е вид жаба от семейство Крастави жаби (Bufonidae). Видът е почти застрашен от изчезване.

## Разпространение
Разпространен е в Бруней, Индонезия и Малайзия.